# Miękiny
Miękiny – wieś w Polsce położona w województwie mazowieckim, w powiecie sochaczewskim, w gminie Iłów.
Sołectwo Miękiny-Uderz tworzą wsie Miękiny i Uderz.
W latach 1975–1998 miejscowość administracyjnie należała do województwa płockiego.